# Baylor Scheierman
Baylor Arthur Scheierman (Hastings, Nebraska; 26 de septiembre de 2000) es un baloncestista estadounidense que pertenece a la plantilla de los Boston Celtics de la NBA. Con 1,98 metros de estatura, juega en la posición de alero.

## Trayectoria deportiva

### Universidad
Jugó tres temporadas con los Jackrabbits de la Universidad Estatal de Dakota del Sur, en las que promedió 12,4 puntos, 7,1 rebotes y 3,6 asistencias por partido. En su temporada junior fue elegido Jugador del Año de la Summit League.
Al término de su tercera temporada entró en el portal de transferencias de la NCAA, a la vez que se declaraba elegible para el draft de la NBA de 2022, aunque manteniendo su elegibilidad universitaria. Finalmente se comprometió con los Bluejays de la Universidad Creighton, Allí disputó dos temporadas más, en las que promedió 15,5 puntos, 8,6 rebotes y 3,6 asistencias por partido. En su última temporada fue incluido en el tercer equipo All-American por todos los miembros con derecho a voto, e incluido en el mejor quinteto de la Big East Conference.

#### Estadísticas
| Año     | Equipo             | PJ  | PT  | MPP  | %TC  | %3P  | %TL  | RPP | APP | ROB | TPP | PPP  |
| ------- | ------------------ | --- | --- | ---- | ---- | ---- | ---- | --- | --- | --- | --- | ---- |
| 2019–20 | South Dakota State | 32  | 3   | 20.2 | .427 | .247 | .667 | 4.7 | 2.2 | .4  | .2  | 6.0  |
| 2020–21 | South Dakota State | 23  | 23  | 35.2 | .498 | .438 | .845 | 9.2 | 4.0 | 1.0 | .2  | 15.4 |
| 2021–22 | South Dakota State | 35  | 35  | 33.3 | .508 | .469 | .802 | 7.8 | 4.5 | 1.3 | .1  | 16.2 |
| 2022–23 | Creighton          | 37  | 37  | 32.7 | .424 | .364 | .840 | 8.3 | 3.3 | 1.0 | .2  | 12.8 |
| 2023–24 | Creighton          | 35  | 35  | 36.8 | .448 | .381 | .876 | 9.0 | 3.9 | .9  | .1  | 18.5 |
| Total   | Total              | 162 | 133 | 31.6 | .461 | .390 | .820 | 7.8 | 3.6 | .9  | .2  | 13.8 |

### Profesional
El 26 de junio fue elegido en la trigésima posición del Draft de la NBA de 2024 por los Boston Celtics. El 6 de julio firmó su primer contrato profesional con la franquicia. A lo largo de su temporada de novato, fue asignado varias veces a los Maine Celtics.